# 楊原京子
楊原 京子（やなぎはら きょうこ、1982年4月27日 - ）は、日本の女優、タレント。旧芸名、松永 京子（まつなが きょうこ）。奈良県奈良市出身。スタッフ・テン所属。

## 略歴
17歳の時に単身上京。なおそれ以前に大阪のある芸能事務所に所属し芸能活動を行っていた。毎日放送制作のドラマ30『命賭けて』の出演は、上京前の芸能活動に含まれる。上京後は芸能事務所・スタッフ・アップに所属していた。テレビドラマでの脇役出演、バラエティ番組への出演などを中心に活動する。
2001年にテレビチャンネルMONDO21の『グラビアの美少女』に出演し、水着姿も披露するなどグラビアアイドルに近い仕事もこなしていた。
2002年、毎日放送制作のドラマ30『ピュア・ラブIII』に出演。前述『命賭けて』で楊原の父親役だった篠田三郎と、4年ぶりの共演。同年10月より、テレビ朝日系バラエティ番組『虎乃門』（後に『虎の門』）の「こちトラ自腹じゃ!」コーナーで、井筒和幸（映画監督）と2年半に渡り共演。これが後に、井筒監督の『パッチギ!』出演のきっかけとなった。
2003年、自身初の写真集『open heart』を発売、同年、DVD『diversion』を発売。
2004年、DVD『夢あわせ』発売。同年4月から約2年間、NHK総合『土曜スタジオパーク』に出演。なおその間に事務所移籍および改名が行われ（後述）、同番組内で芸名の改名報告も行った。
2005年8月、所属事務所をスタッフ・アップからスターダストプロモーションへ移籍し、芸名を「松永 京子」に改めた。
2010年8月、ビッグアップルに移籍。
2012年11月、再度、芸名を本名の「楊原 京子」に戻した。
2015年2月3日、テレビ朝日系ドラマ『下北サンデーズ』(2006年)で知り合った俳優の金児憲史と2014年9月14日に結婚したことを明らかにした。挙式は厳島神社で行った。
2016年6月、スタッフ・テンに移籍。
2020年5月2日、第1子男児の出産を報告。
2021年11月17日、第2子妊娠を公表。2022年4月19日、第2子女児を出産。

## 人物

### 趣味・特技
日本舞踊、剣道、ダンス、写真撮影 他
なお自身のブログで、愛犬を紹介している（ブログの外部リンクは後述）。

## 出演

### テレビドラマ
- ドラマ30「命賭けて」（1998年11月 - 1999年1月、毎日放送） - 木田さやか 役
- 池袋ウエストゲートパーク 第1話（2000年、TBS）
- 女同士 （2001年、東海テレビ）
- ルーキー!（2001年4月 - 6月、関西テレビ） - 吉村久美（生活安全課・事務員） 役
- ビューティ7 第3話 - 最終話（2001年7月 - 9月、日本テレビ） - 竹宮杏子（雑誌記者） 役
- ドラマ30「ピュア・ラブIII」（2002年11月 - 2003年1月、毎日放送） - 筒井みつる 役
- 土曜ワイド劇場「女警察署長・美佐子」（2003年、テレビ朝日） - 小野真紀 役
- 月曜ミステリー劇場「万引きGメン・二階堂雪」能登編（2003年、TBS） - 二階堂雪（演：木の実ナナ）の新米部下 役
- 義経（2005年、NHK大河ドラマ） - 任子 役
- 火曜サスペンス劇場「刑事・鬼貫八郎18・真夜中の乗客」（2005年、日本テレビ） - 桜木由香 役
- アンフェア 第1話 - 第4話（2006年1月10日 - 1月31日、関西テレビ） - 小沢茉莉（作家・久留米隆一郎の秘書） 役
- 富豪刑事デラックス 第1話・第2話（2006年4月、テレビ朝日） - 花里菊乃 役
- 下北サンデーズ（2006年7月 - 9月、テレビ朝日） - 寺島玲子 役
- さくら署の女たち 第5話（2007年8月、テレビ朝日） - 野上由利恵（フラダンサー） 役
- 陽炎の辻〜居眠り磐音 江戸双紙〜（2007年7月 - 10月、NHK） - おうめ（矢場の娘） 役
- 未来遊園地（2007年9月、テレビ朝日） - 長谷部幸子 役
- 相棒 Season 6 （2008年1月1日、テレビ朝日） - 三樹ライナ 役
- 愛の劇場『スイート10〜最後の恋人〜』 第16話〜（2008年3月3日 - 5月、TBS） - 香穂 役
- キミ犯人じゃないよね? 第7話（2008年5月23日、テレビ朝日） - 野田しずか 役
- ドラマスペシャル 暴れん坊将軍（2008年12月29日、テレビ朝日） - 蛍 役
- 科捜研の女 第9シリーズ 第9話（2009年9月3日、テレビ朝日） - 三次裕子 役
- 水戸黄門 第40部 第16話「質実剛健わが道を行く・金沢」（2009年11月23日、TBS） - 綾 役
- 曲げられない女（2010年1月 - 3月、日本テレビ） - 東（弁護士事務所員）役
- 新・警視庁捜査一課9係 season2 第11話・最終話（2010年9月8日・15日、テレビ朝日）
- 土曜ワイド劇場「西村京太郎トラベルミステリー54・伊豆の海に消えた女」（2010年10月2日、テレビ朝日） - 秋山圭子 役
- 仮面ライダーオーズ/OOO（2010年12月5日・12日、テレビ朝日） - 医師・田村ケイ 役
- トイレの神様（2011年1月5日、毎日放送） - 植村桃子 役
- 人間昆虫記（2011年7月 - 9月、WOWOW） - 蚊川じゅん 役
- 専業主婦探偵〜私はシャドウ 第1話（2011年10月21日、TBS） - 田中 役
- 13歳のハローワーク 第1話・第4話・最終話（2012年1月13日・2月3日・3月9日、テレビ朝日） - 仁科恵 役
- サマーレスキュー〜天空の診療所〜 第1話（2012年7月8日、TBS） - 景子 役
- MOZU Season1〜百舌の叫ぶ夜〜 第2話（2014年4月17日、TBS） - 幸恵 役
- プラトニック第2話（2014年6月1日、NHK BSプレミアム） - ホステス美紀 役
- さよなら私（2014年10月 - 12月、NHK、ドラマ10） - ハルカちゃんのママ 役
- ディア・シスター 第6話・第7話・第8話（2014年11月20日・27日・12月4日、フジテレビ） - 恭子 役
- 難波金融伝・ミナミの帝王9作（2015年1月4日、関西テレビ） - 霧島 役
- 医師たちの恋愛事情（2015年4月 - 6月、フジテレビ） - 小峰茜　役
- 5→9〜私に恋したお坊さん〜（2015年10月12日 - 12月14日、フジテレビ） - ヒロミ 役
- 全力失踪（2017年9月3日 - 、NHK BSプレミアム） - 田所佳恵 役
- 刑事7人 シーズン3 第9話（2017年9月6日） - 沙村清美
- 日曜ワイド 「司法教官・穂高美子6」（2017年） - 金森奈緒子 役
- 日曜プライム 「鉄道捜査官18」（2018年） - 浅井奈津子 役
- リーガルV〜元弁護士・小鳥遊翔子〜（2018年） - 中村可奈 役
- スキャンダル専門弁護士 QUEEN（2019年） - 柿崎美恵 役
- 世にも奇妙な物語 「優等生」（2021年） - 宮本弘子 役
- イップス 第10話（2024年6月14日、フジテレビ） - クラブのママ 役
- ウルトラマンアーク 第6話（2024年8月10日、テレビ東京） - アヤカ 役

### ウェブドラマ
- Jimmy〜アホみたいなホンマの話〜（2018年7月、Netflix） - 占い師 役

### バラエティ番組 他
- グラビアの美少女（MONDO21）
- プロの動脈。（2002年 - 2004年、読売テレビ 他）  - 今田耕司、山口智充と共に、番組進行役として出演
- 虎の門（2002年10月 - 2005年3月、テレビ朝日 他）
- 土曜スタジオパーク（2004年4月 - 2006年3月、NHK総合） - 司会
- 住人十色（2008年4月 - 、毎日放送） - 訪問者（不定期出演）
- 探偵Xからの挑戦状!（2009年4月、NHK総合）
- クラシックミステリー 名曲探偵アマデウス（2009年12月6日、NHK BShi） - 第51話「アタシのどこがいけないのよ！アラサーOL魂の叫び～フォーレ「レクイエム」」酒田梅 役
- アウト×デラックス（2018年7月19日、フジテレビ）  - 夫・金児憲史と共に出演

### 映画
- どら平太（2000年5月公開、東宝）
- パッチギ!（2005年1月公開、シネカノン） - 桃子役
- 酒井家のしあわせ（2006年12月公開、ビターズ・エンド）
- サイドカーに犬（2007年6月公開、ビターズ・エンド）- マンションの下見に来る客 役
- 能登の花ヨメ（2008年8月公開、ゼアリズエンタープライズ）- 中浜海乃 役
- 君の好きなうた（2011年9月公開、ネイキッド） - 吉澤和美 役
- 女子校生探偵あいちゃん (2018年3月17日) - 志の母 役[8]

### CM
- ハウス食品「さわやか吐息」（2003年）筧利夫、神田うのと共演。
- 旭化成ホームズ「発電ヘーベルハウス」（2009年 - ） 石倉三郎と共演。
- 常盤薬品工業「なめらか本舗 ハリつやライン」（2010年10月 - ）

### 舞台
- この大地を照らす暁の如く（2009年）
- かたつむり 彼岸花ノ章（2012年）
- 恋せよ乙女 花の浅草人情噺（2013年）
- 京の螢火（2017年、明治座） - 叔母トメ / 川踊り / お茂 役[9]

### ラジオ
- 井筒監督のこちとらラジオじゃ！！（文化放送　毎週金曜日 朝5:30~5:40）2015年1月~

## 書籍

### 写真集
- open heart（2003年、ワニブックス）ISBN 4847027655 撮影：木村晴

### DVD
- グラビアの美少女/楊原京子 priere （2001年、コロムビアミュージックエンタテインメント）
- diversion（2003年、トゥーマックス）
- 夢あわせ（2004年、ポニーキャニオン）
- 和こころ舞HOW TO DVD（2009年）